# St. Ägidius (Raitenbuch)

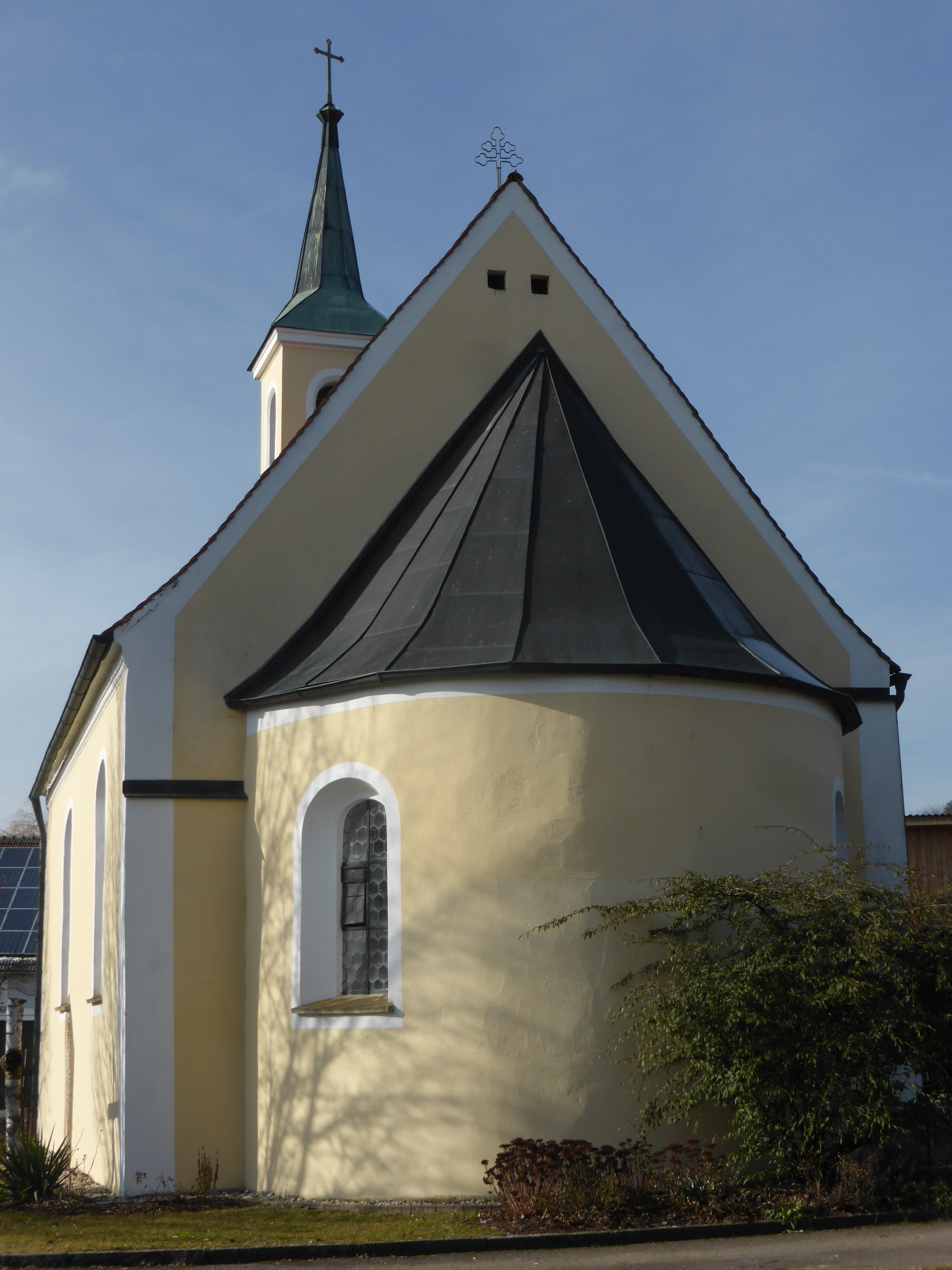
St. Ägidius (Raitenbuch)

Die römisch-katholische, denkmalgeschützte Filialkirche St. Ägidius steht in Raitenbuch, einem Gemeindeteil des Marktes Hohenfels im Landkreis Neumarkt in der Oberpfalz. Die Kirche gehört zum Bistum Regensburg. Das Bauwerk ist unter der Denkmalnummer D-3-73-134-32 als Baudenkmal in die Bayerische Denkmalliste eingetragen.

## Beschreibung
Die Saalkirche wurde im frühen 17. Jahrhundert erbaut. Sie besteht aus einem Langhaus, das mit einem Satteldach bedeckt ist, und einer eingezogenen Apsis im Osten. Über dem Portal in der Fassade im Westen erhebt sich ein quadratischer Giebelreiter, der hinter den Klangarkaden den Glockenstuhl beherbergt und der mit einem Knickhelm bedeckt ist. Der Innenraum des Langhauses, der sich zur Apsis mit einem Chorbogen öffnet, ist mit einer Flachdecke überspannt. Zur Kirchenausstattung gehört ein 1689 gebauter Hochaltar, der mit Knorpelwerk verziert ist.